# Kulab
Kulab – miasto w południowym Tadżykistanie (wilajet chatloński), w dolinie rzeki Jach-su.
Liczba mieszkańców w 2003 roku wynosiła ok. 74 tys. Trzecie co do wielkości miasto kraju.